# Hůrky
Hůrky település Csehországban, Rokycanyi járásban. Hůrky Medový Újezd, Svojkovice, Holoubkov és Dobřív településekkel határos. Lakosainak száma 235 fő (2024. január 1.).

## Népesség
A település lakosságának változását az alábbi diagram mutatja:
| Lakosok száma | 517  | 427  | 393  | 278  | 209  | 249  | 229  | 232  | 217  | 235  |
|               | 1869 | 1900 | 1921 | 1961 | 1980 | 2011 | 2016 | 2019 | 2021 | 2024 |